# Colour of Love
„Colour of Love“ е песен на германската евроденс група Снап!. Тя е представена като първия сингъл от втория им студиен албум „The Madman's Return“ през декември 1991 г.

## Музикален видеоклип
Музикалното видео е пуснато, за да популяризира песента. В него групата кара мотоциклети в пустиня.